# Дубрингер-Мор

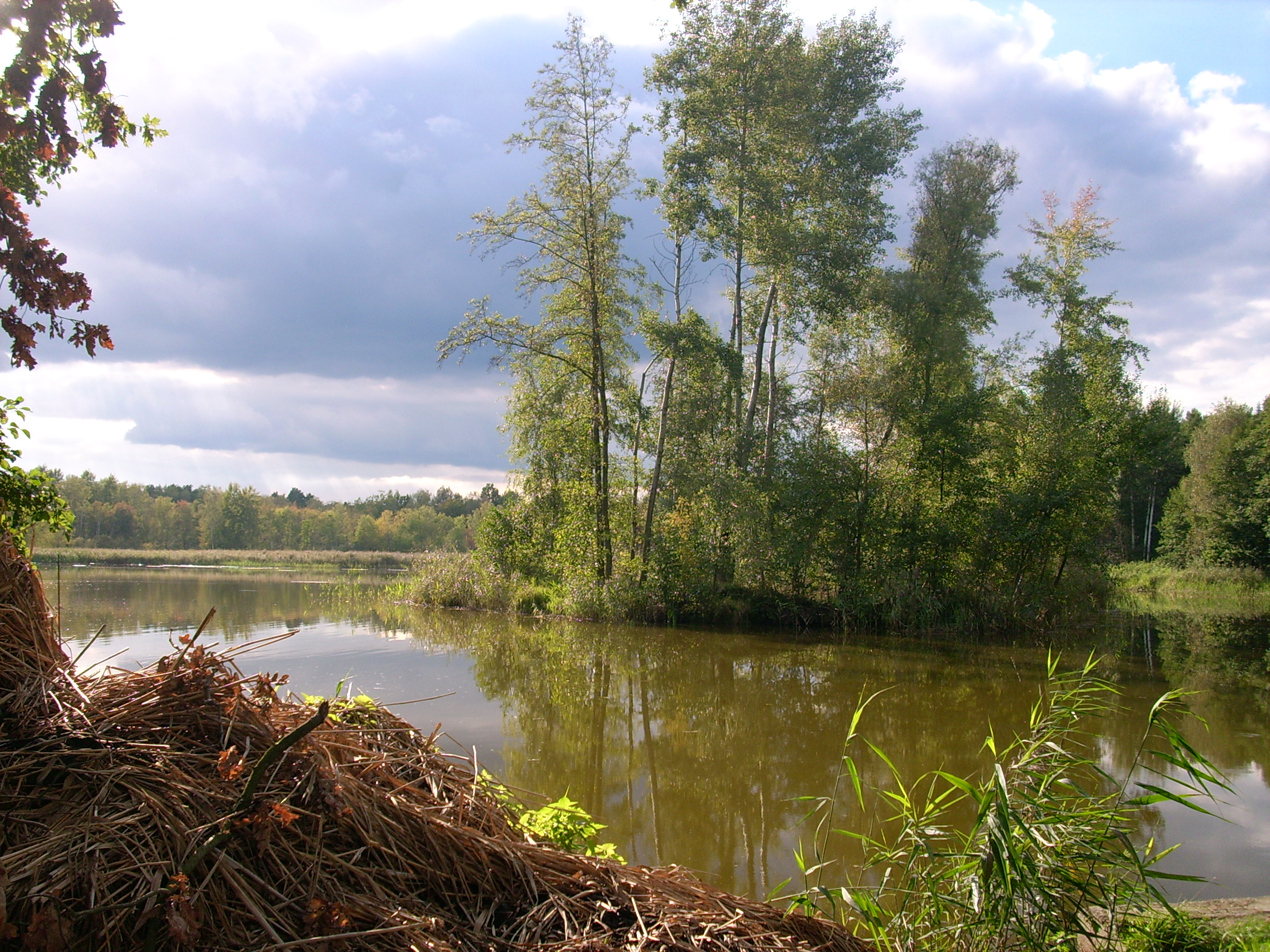

Ду́брингер-Мор или Ду́бренкское болото (нем. Dubringer Moor, в.-луж. Dubrjenske bahno) — охраняемая территория, заповедник на севере района Баутцен в пределах городских границах Виттихенау, федеральная земля Саксония, Германия. Один из самых крупнейших заповедников Саксонии. 

## География
Заповедник назван по имени деревни Дубринг (Дубренк), которая находится на южной границе охраняемой зоны. Расположен примерно в пяти километрах юго-западнее Хойерсверды на территории трёх муниципалитетов: Бернсдорф, Хойерсверда и Виттихенау.
Большая часть заповедника находится в пределах городских границ Виттихенау, небольшие северная и западная части заповедника расположены в городских границах Бернсдорфа и Хойерсверды. Заповедник ограничен населёнными пунктами: на севере районом Брётен-Михалкен Хойерсверды, на востоке — городом Виттихенау, на юге — деревней Дубринг (Дубренк, в городских границах Виттихенау) и на западе — обширным лесным массивом, простирающимся на запад до Бернсдорфа.

## Описание
Охранный статус получен 1 марта 1995 года. Заповедник является частью сети охраняемых территорий Европейского Союза «Натура 2000». 
Площадь заповедника составляет 17,11 квадратных километров. Представляет собой крупномасштабный вересковый болотный комплекс с развитыми участками торфяного возобновления, мезотрофными водами, прудами с естественной илистой растительностью, болотными лесами, пастбищными сообществами, окружёнными лиственными и сосновыми лесами.
Болото образовалось в ледниковый период внутри трёх геологических валов формой в виде подковы с открытой частью на север, где со временем скопились торфяные отложения. Свежий торфяной слой ежегодно увеличивается примерно на один миллиметр. Толщина торфяного покрытия составляет примерно около шести метров, что позволяет определить возраст болота примерно в десять тысяч лет.
Торф добывался в различное время, особенно широко разрабатывался в промышленном масштабе в годы Второй мировой войны. В послевоенное время существовали планы по дноуглубительной добыче бурового угля, которые были отменены в 2000 году. 
Кроме лесных и пастбищных территорий заповедник включает в себя несколько водоёмов (в основном пруды для разведения карпа) и болотные угодья. Территория заповедника с рыбными прудами в средние века принадлежала женскому монастырю Мариенштерн. Западный лесной участок носит наименование «St. Mariensterner Klosterforst» (Лес монастыря Мариенштерн). В южной части болот находится так называемый «Затонувший замок» (Versunkene Schloss), представляющий собой укреплённое сооружение Биллендорфской культуры. 
Заповедник имеет туристическую ценность. Через болото проложены пешеходные и велосипедные маршруты. Движение автомобильного транспорта запрещено и зарезервировано только для предприятий рыбных хозяйств. 
В заповеднике обитают и гнездятся исчезающие виды птиц, занесённые в Красную книгу Саксонии: чеглок, бекас, обыкновенный зимородок, седой дятел, лесной жаворонок, чибис, серый журавль, широконоска, обыкновенный жулан, желна, серый сорокопут, большая выпь, болотный лунь, красный коршун, чёрный коршун, орлан-белохвост, осоед, камышовка-барсучок, ястребиная славка, погоныш, вертишейка, обыкновенный козодой. Часть колонии серых цапель обитает на территории заброшенной фабрики «Energiefabrik Knappenrode» и кормится на болотах.
В некоторых неиспользуемых прудах обитают тритоны. На полях обитают настоящие ящерицы, ломкая веретеница и обыкновенная гадюка. Встречаются выдра, енот-полоскун и норка. Болота недавно заселил волк. 
Значительную часть свободную от болот занимают пушковые луга, используемые для выпаса скота. В заповеднике произрастают пальчатокоренник пятнистый, дремлик тёмно-красный, дремлик широколистный, росянка, турча болотная .